# Dróżnik obchodowy
Dróżnik obchodowy – pracownik kolei, który w ramach obchodów dokonuje samodzielnych przeglądów bieżących torów, podtorza i budowli inżynierskich dróg kolejowych. W zakres jego obowiązków wchodzi m.in. stały nadzór nad stanem technicznym drogi kolejowej, w tym kontrola stanu szyn, rozjazdów kolejowych, linii telefonicznych, energetycznych i sieci trakcyjnej. W razie odkrycia np. pęknięć szyn, uszkodzeń podtorza, dróżnik zabezpiecza te miejsca i informuje odpowiednie służby o uszkodzeniach. Dróżnicy obchodowi oznaczają miejsca, w których prowadzone są roboty torowe oraz przeszkody zagrażające bezpieczeństwu ruchu pociągów.
Dróżnicy obchodowi wykonują również drobne prace konserwacyjne takie jak smarowanie i dokręcanie śrub łubkowych, śrub stopowych oraz wkrętów czy też czyszczenie żłobków na przejazdach kolejowo-drogowych. Zimą dróżnik obchodowy posypuje piaskiem oblodzone odcinki dróg kołowych na dojazdach do przejazdów.
Przygotowanie zawodowe dróżnika obchodowego obejmuje:
- staż stanowiskowy i szkolenie praktyczne – według programu pracodawcy;
- szkolenie teoretyczne dla osób, które nie posiadają tytułu zawodowego technika albo dyplomu potwierdzającego kwalifikacje zawodowe technika w specjalności związanej z budową i utrzymaniem dróg kolejowych – według programu pracodawcy;
- szkolenie i egzamin z zasad bezpieczeństwa i higieny pracy – według programu opracowanego przez pracodawcę zgodnie z przepisami ustawy;
- egzamin kwalifikacyjny (teoretyczny i praktyczny) przeprowadzany na wniosek pracodawcy[2].

## Historyczne budynki

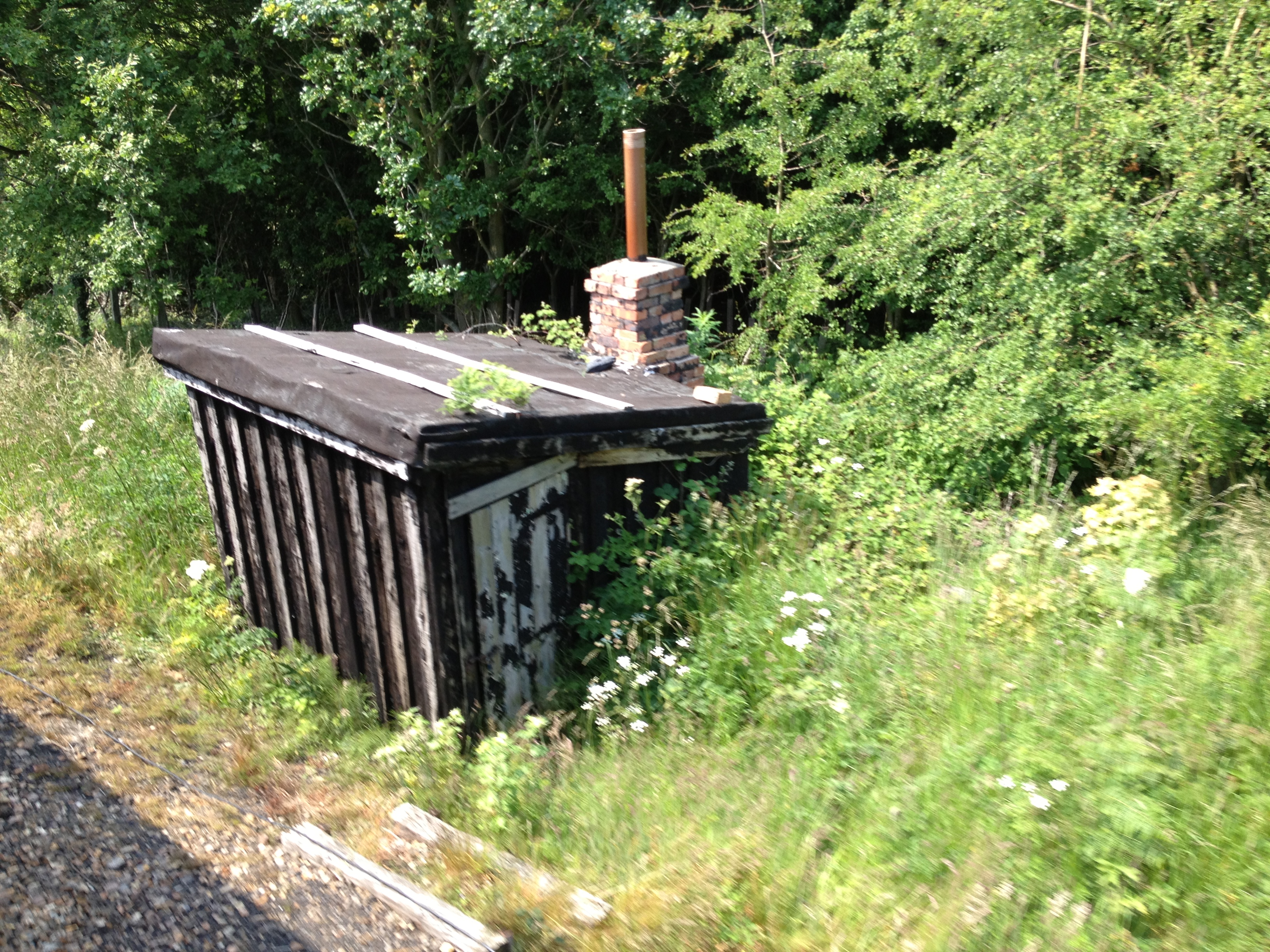
Chatka dróżnika w Anglii
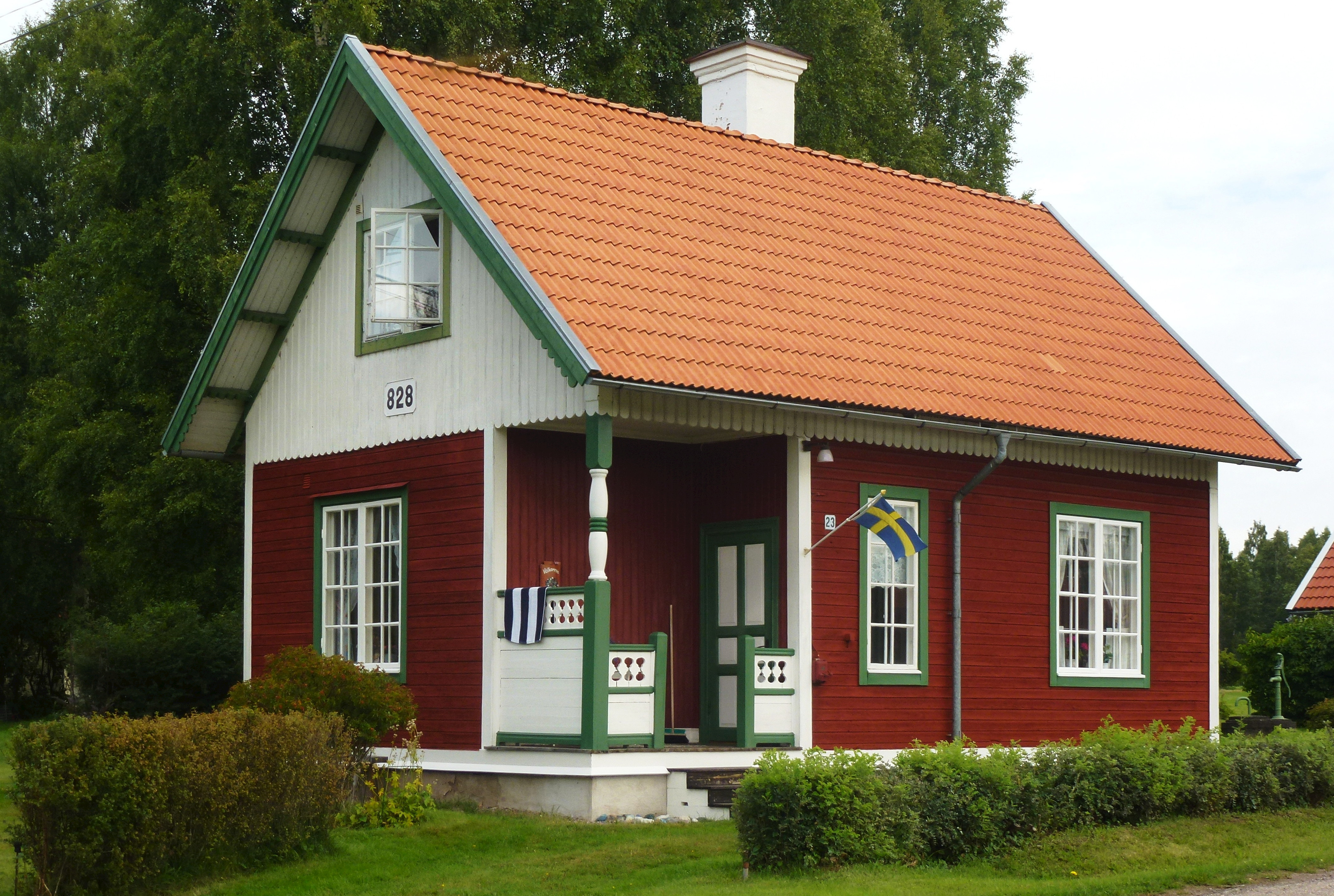
Domek dróżników w Szwecji

Dla dróżników Kolei Warszawsko-Wiedeńskiej planowano budowę rodzinnych domków, do których należałaby działka rolna o powierzchni 1 morgi.